# Kompaktni kopač
Kompaktni kopač tudi mini kopač, mini bager ja majhen bager za gradbena ali zemeljska dela. Lahko ima gosenice ali pa kolesa. Ima batni motor, ki preko hidravlike poganja žlico ali pa orodja kot. npr hidravlično udarno kladivo za rušenje. Na sprednjem delu ima nameščen manjši plug. Zgornja struktura lahko rotira v vse smeri kot pri goseničnem bagru.

## Proizvajalci mini kopačev
- Bobcat Company
- Caterpillar Inc.
- Doosan Infracore (prej Daewoo Heavy Industries & Machinery)
- Gehl
- JCB
- John Deere
- Kubota
- Mustang
- Takeuchi Manufacturing
- Volvo Construction Equipment
- Wacker Neuson
- Yanmar